# Готландский пони
Готландский пони (или Готландский русс) — старинная шведская порода пони. Считается, что готландские пони произошли от тарпанов, которые жили на острове Готланд, расположенном на юго-восточном побережье Швеции, сразу после последнего ледникового периода.

## Характеристика
Готландский русс имеет лёгкое и узкое телосложение с покатыми четвертями и низко посаженным хвостом. Копыта у них массивные и твёрдые. Рост этого пони обычно составляет 115—130 см (11,1—12,3 руки; 45—51 дюйм) в холке, а в идеале — 123—126 см (12,0—12,2 руки; 48—50 дюймов). Трёхлетние пони должны быть 115—128 см (11,1—12,2 руки; 45—50 дюймов). Пони сильные и выносливые, на них могут ездить дети и маленькие взрослые.
В породе очень распространены гнедая и мучная (пангарская) масть. К распространённым окрасам относятся гнедой, каштановый, чёрный, чёрно-подпалый и паломино, но допускаются все окрасы, кроме чёрного, серого и пинто. Обычно предпочтение отдается гнедому или чёрному.

## Использование
Готландский пони — самая распространённая порода пони в Швеции. Это хороший универсальный пони, который часто используется в школах верховой езды. Современные готландцы наиболее популярны как пони для верховой езды, часто для детей, и как упряжные пони. Они также прекрасно выступают в конкуре, выездке и состязаниях. Готландская порода считается очень быстро обучаемой и описывается как лёгкая в дрессировке.